# Collège Santa Cruz de Querétaro
Le Collège Santa Cruz de Querétaro était un institut de formation missionnaire franciscain, ainsi qu'un séminaire, fondé en 1683, situé en Nouvelle-Espagne dans la ville coloniale espagnole de Querétaro. 
L'institution fut créée pour fournir une formation spécifique aux prêtres qui devaient travailler parmi les populations autochtones au sein de la vice-royauté coloniale espagnole de la Nouvelle-Espagne. Il fut fondé par Damián Massanet pour former des missionnaires à destination principalement du Texas actuel et devint le modèle du Collège San Fernando de Mexico ou du Collège de Guadalupe de Zacatecas fondés avec le même objectif de formation.